# Pterygia dactylus
Pterygia dactylus is een slakkensoort uit de familie Mitridae. De wetenschappelijke naam werd in 1758 gepubliceerd door Carl Linnaeus in de tiende editie van Systema naturae.